# Goldene Amiga
Die Goldene Amiga war ein Schallplattenpreis für Unterhaltungsmusiker in der DDR. Sie wurde nur einmal, 1988, vergeben.

## Geschichte
Die Goldene Amiga sollte alle zwei Jahre für einheimische Unterhaltungsmusiker vorrangig nach kommerziellen Gesichtspunkten vergeben werden. Benannt war sie nach dem einzigen DDR-Schallplattenlabel für Unterhaltungsmusik, Amiga. Die Jury bestand aus Hans-Jürgen Schäfer vom VEB Deutsche Schallplatten und neun weiteren Kritikern von AWA, Presse, Theater und dem Komitee für Unterhaltungskunst. Alle zwischen Oktober 1985 und Oktober 1987 bei Amiga erschienenen Alben wurden beurteilt; zehn Alben in den sieben Kategorien Schlager/Pop, Rock/Electronics, Unterhaltungsmusik vokal, Unterhaltungsmusik instrumental, Chanson/Liedermacher, Jazz und Kinderprogramm wurden ausgezeichnet. Die Verleihung der Preise erfolgte im März 1988 beim erstmals stattfindenden „Nationalen Popfestival“ in Karl-Marx-Stadt. Mit der Wende entfiel die Grundlage für den Preis, so dass er 1990 nicht mehr vergeben wurde. 

### Preisträger
- Olaf Berger mit Es brennt wie Feuer
- IC mit Traumarchiv
- Frank Schöbel und Aurora Lacasa mit Weihnachten in Familie
- Hans-Eckardt Wenzel mit Stirb mit mir ein Stück
- Gerhard Schöne mit Kinderlieder aus aller Welt
- Pascal von Wroblewsky mit Swinging Pool
- Kurt Demmler mit Die Lieder des kleinen Prinzen
- Helga Hahnemann mit Dicke da
- City mit Casablanca
- Silly mit Bataillon d’Amour[2]